# Strada provinciale 21 Val Sillaro
La strada provinciale 21 Val Sillaro è una strada provinciale italiana della città metropolitana di Bologna.

## Percorso
Inizia a Castel San Pietro Terme, dove corre la Via Emilia, e risale la valle del torrente Sillaro verso sud. Dopo Civichella giunge a San Martino in Pedriolo, frazione di Casalfiumanese. Proseguendo sul fondovalle, rientra nel comune di Castel San Pietro e tocca la località Marzocchina. A San Clemente passa nel territorio di Monterenzio; in seguito torna in quello di Casalfiumanese: qui sale sul versante destro della valle, raggiungendo così Sassoleone. Proseguendo sul crinale verso meridione, superata Belvedere (Castel del Rio), la strada finisce a Giugnola, al confine con la città metropolitana di Firenze: oltre questo continua sotto il nome di SP 58 Piancaldolese.